# Židé v Nitře

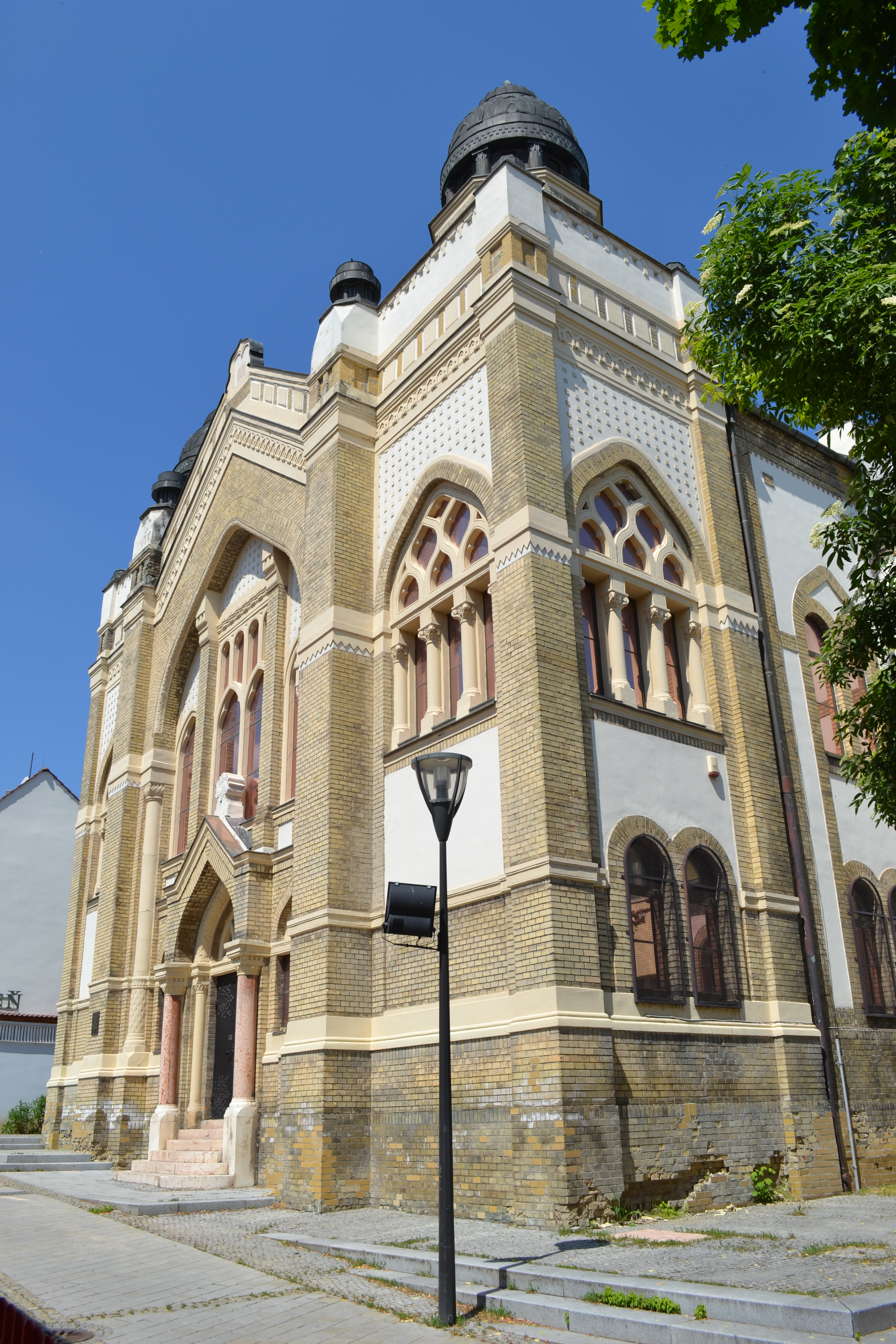
Budova nitranské synagogy (2015)

Židovská obec v Nitře je nejstarší doloženou židovskou komunitou na území Slovenska. První Židé se v Nitře usadili již na přelomu 9. a 10. století. Postupně se židovská komunita ve městě usadila v osadě Párovce, která se později stala součástí Nitry. Židé se stali předními obyvateli města, měli velký podíl na obchodu a výrobě, patřili k průkopníkům průmyslu v Nitře. Na přelomu 19. a 20. století tvořili Židé až jednu třetinu obyvatel Nitry. V tomto období byla Nitra považována za jednu z metropolí evropského židovského náboženského světa. Během holokaustu většina nitranskych Židů zahynula v koncentračních táborech v nacistickém Německu. To komunitu prakticky zdecimovalo. Po válce se vrátilo přibližně 600 Židů. Většina z nich následně emigrovala do zahraničí. Ze skoro 6 000 Židů tak zůstalo v současnosti v Nitře už jen několik desítek.

## Dějiny

### Počátky židovského osídlení v Nitře a rozvoj obce
První Židé se v Nitře podle předpokladů usadili již na přelomu 9. a 10. století. Jednalo se o obchodníky, kteří žili a působili přímo pod nitranským hradem. Na konci 11. století začali ve městě působit židovští mincíři a úředníci. Tito měli na starosti královské finance. Už v Zoborských listinách z let 1111 a 1113 se zmiňuje tzv. Židovský vrch (Mons Judeorum), který se měl nacházet v těsné blízkosti Nitry. Při získání městských výsad v roce 1248 již byla v privilegiích zmíněna opevněná židovská osada (Castrum Judeorum) na území Párovců, která spadala pod Opatství svatého Hyppolita na Zoboru. Tato osada měla dokonce kulturní zařízení a aktivní židovskou obec. Nejednalo se však o trvalé židovské osídlení, které přetrvalo dlouhodobě, neboť Židé byli terčem perzekuce. Z tohoto důvodu židovské osídlení v Nitře několikrát zaniklo a následně bylo obnoveno. V roce 1522 se objevuje první doložená písemná zmínka o židovské komunitě v osadě Párovce (tato se později stala součástí Nitry). Avšak z důvodu perzekuce, ale především vojenských konfliktů z následující doby zanikla i tato komunita. Židé se tak do Nitry vrátili na začátku 17. století. Avšak již v roce 1703 byly Párovce zničeny vojskem Františka II. Rákociho a tak museli Židé osadu osídlovat znovu. V roce 1745 je v Párovcích doložena znovu přítomnost židovských rodin. V roce 1752 zde žilo přibližně 30 židovských rodin, díky čemuž se Párovce postupně staly kupeckým a řemeslnickým centrem Nitry. V roce 1766 se komunita znovu rozrostla, rozšiřovali ji především Židé z Moravy. V té době už měli nitranští Židé vlastního rabína a synagogu. V roce 1768 žilo v Nitře už 169 Židů, tito tak měli nejen rabína, ale i několik učitelů. Komunita se věnovala především obchodu a řemeslům. Na konci 18. století zde působil významný učenec a současně rabín Menachem Mendel Deutsch. V té době pod něj spadali i všichni Židé z okolních obcí. Židovskou komunitu v Nitře tehdy tvořilo přibližně 450 lidí, drtivá většina z nich žila v Párovcích. Situace v Párovcích však byla v této době velmi složitá, protože zde byly katastrofální hygienické podmínky.
V roce 1818 byla vedle starší synagogy postavena nová. Tato měla mnohem větší kapacitu s několika sty místy. Židé se začali také sdružovat do různých spolků. Již v roce 1820 žilo v Nitře více než 1 000 Židů, z nich 100 v centru města, zbytek v Párovcích. K většímu přesunu Židů z Párovců do centra Nitry došlo až po roce 1840, když byly zrušeny zákony, které omezovaly usídlování židovského obyvatelstva ve městech. V roce 1845 žilo v Nitře už 2 000 Židů, z toho v Párovcích 1 500. V roce 1836 začal ve městě působit jako hlavní městský rabín Ezechiel Baneth (zvaný také Jechezkel Banet). Právě on založil v Nitře ješivu, tedy vyšší školu pro židovské mladé muže, kteří po jejím absolvování mohli vykonávat funkci rabína. Nitranská ješiva si postupně vybudovala výbornou pověst napříč celým státem. Mezi její známé absolventy patřili Kalonymus Weiss, Šlomo Broyer (předseda německého svazu ortodoxních rabínů), Isroel Haim Braun či Moše Vorhand. Dalším rabínem v Nitře se stal Falk Büchler, který nahradil Ezekiela Baneta. Během uherské revoluce v roce 1848 se nitranská židovská komunita hlavně v centru města stala terčem různých útoků. Došlo k vyrabování jejich obchodů a obydlí. Následně byli Židé, kteří žili v centru města vypovězeni do Párovců. Už o pár měsíců jim však byl povolen návrat. Přibližně v roce 1860 přesun Židů z Párovců do centra zesílil. V roce 1865 otevřel v Nitře Eliahu Somek první palírnu na alkohol. O dva roky později Adolf Kremer otevřel velkou pilu a továrnu na zpracování dřeva, kde zaměstnával až 200 lidí. V roce 1870 začaly ve městě vycházet noviny Nyitrai Lapok, tyto byly v maďarštině a němčině. Vydával je Josef Weiss, taktéž člen místní židovské obce. Právě maďarský a německý jazyk byly hlavními jazyky místních Židů. Ve městě se postupně vytvořilo několik podniků, které zaměstnávaly stovky lidí. Mnohé z nich vlastnili právě členové nitranské židovské obce. Nitranští Židé se tak stali průkopníky průmyslu ve městě. 
Právě ve městě se postupně začala tvořit liberální (neologická) židovská komunita. Většina komunity, hlavně v Párovcích, však stále zůstávala ortodoxní. V Nitře se tak fakticky postupně vytvořily dvě židovské obce. Na tomto základě se dokonce rozdělil i židovský hřbitov. Pouze židovskou lidovou školu navštěvovali příslušníci obou částí komunity společně. 
Na počátku 70. let 19. století žilo v Nitře již více než 3 200 Židů, což byla jedna třetina celkového obyvatelstva Nitry. V té době už většina Židů bydlela v centru města. V Párovcích však stále žilo přibližně 1 500 Židů. Hlavním nitranským městským rabínem se v roce 1868 stal Šalamún Deutsch (Shlomo Deutsch), tohoto nahradil Jozef Hőnig (Yosef Henig) a následně Akiva Klein. Rabínem neologické části obce byl Armin Marmorstein. V neologické části se vytvořilo několik charitativních komunit, které se věnovaly vzájemné pomoci uvnitř židovské obce. Jednalo se například o Sdružení židovských žen, které bylo založeno již v roce 1889.

### 20. století a holokaust
Mnoho příznivců si získalo nové sionistické hnutí. Více členů nitranské židovské komunity se stalo významnými představiteli tohoto hnutí v Rakousku-Uhersku. Felix Neiman z Nitry se stal dokonce jedním z vůdců hnutí v Uhersku. Ve městě došlo také k vytvoření sionistického sdružení s názvem Ahavat Zion. Židé si postupně vytvořili významný vliv na městskou ekonomiku. Vlastnili většinu obchodních a výrobních provozů a dvě banky. V roce 1910 se začalo se stavbou nové velké synagogy. Tato byla stavěna v maursko-byzantském stavebním slohu a dokončena v září 1911. Během první světové války bylo do rakousko-uherské armády odvedeno i mnoho členů židovské obce. Po skončení války se židovská komunita stala terčem sociálních nepokojů a právě veteráni světové války účinně bránili plenění obchodů a provozoven. Už v 20. letech 20. století byl ve městě založen židovský sportovní klub Maccabi. Byl třetí nejpočetnější na území Slovenska a sdružoval několik různých sportů. Následně postupně v Nitře vznikly další podobné sportovní, ale i kulturní židovské kluby. Na počátku 20. století došlo i k početnímu růstu neologické části židovské obce. V roce 1921 ji tvořilo již přibližně 750 lidí. Hlavním rabínem této části byl v daném období Dávid Klein, významný kazatel a vědec. V roce 1929 se hlavním rabínem neologické části komunity stal Alojz Schweiger (Eliezer Schweiger). Tento přeložil množství židovských textů do slovenského jazyka. Prosazoval výuku na židovských školách v slovenském jazyce. Později působil jako předseda Svazu tradičních (neologických) rabínů na Slovensku. Alojz Schweiger byl nadšeným podporovatelem myšlenek sionismu, v minulosti patřil dokonce k blízkým spolupracovníkům Theodora Herzla, který je považován za zakladatele sionismu. V polovině 30. let 20. století se do čela neologické části obce dostal Július Schlesinger. Ten se v roce 1936 přičinil o otevření židovské nemocnice v Párovcích. Tato byla jen druhá svého druhu na území Slovenska. Naproti tomu ortodoxní část komunity tvořilo v roce 1922 až 3 000 členů. Hlavním rabínem ortodoxní části byl do roku 1927 Moše Katz. Katz stál současně na čele místní ješivy. Jelikož se jednalo o početnější komunitu, vlastnila až dvě velké a osm menších synagog. Provozovala poměrně velkou lidovou školu, kde se vyučovalo ve slovenském jazyce, dvě ješivy, dokonce i domov důchodců. Ortodoxní část komunity komunikovala především v německém a částečně slovenském jazyce. V roce 1927 nahradil Katze po smrti jeho syn Abrahám Aron Katz (Avraham Aharon Katz), který se tak stal hlavním ortodoxním rabínem ve městě. V roce 1931 se hlavním rabínem ortodoxní části stal Samuel Dávid Ungar (Shmuel David Unger). Tento patřil už v té době mezi nejvýznamnější rabíny a představitele židovské obce na území Československa. V roce 1935 se stal dokonce viceprezidentem celosvětové židovské organizace Agudat Jisrael (Agudat Yisrael). Právě Samuel Dávid Ungar měl velký vliv na podstatném rozvoji nitranské ješivy. Tato měla až 300 žáků a navštěvovali ji studenti dokonce z USA, Belgie, Francie, či Spojeného království. Již v roce 1932 tak byla ješiva rozšířena a dostala i novou budovu. Na její vedení se podílel také Chaim Michael Dov Weissmandl, zeť Samuela Dávida Ungara. Ješiva měla v tomto období i rozsáhlou knihovnu židovského náboženského práva halacha, kterou tvořilo až 8 000 knih. Podle sčítání lidu z roku 1930 se již většina nitranskych Židů hlásila k československé národnosti.
Po vyhlášení autonomie Slovenska v roce 1938 se začaly postupně zhoršovat vztahy mezi většinovým obyvatelstvem a židovskou komunitou. Napjatá atmosféra se naplno projevila v listopadu 1938, kdy došlo k pomalování židovských domů a obchodů různými nenávistnými nápisy. Došlo také k rozbíjení oken a výkladů a začala snaha o bojkot židovských provozů a obchodů. Situace se ještě zhoršila po vzniku Slovenské republiky v roce 1939. Postupně došlo k přijetí několika protižidovských nařízení a zákonů. V roce 1940 došlo k vyloučení židovských žáků z lidových škol. Nitranská židovská lidová škola tak rozšířila počet svých žáků. Navzdory složité situaci se nitranská židovská komunita snažila zachovat fungování svých škol, včetně ješivy. Tato měla zhruba 200 žáků a vedl ji stále Samuel Dávid Ungar. Na čele nitranské židovské komunity stál Július Schlesinger. Židé byli zařazeni v průběhu roku 1941 do pracovních útvarů. V říjnu 1941 byl přijat tzv. Židovský kodex, což znamenalo výrazné zhoršení postavení Židů na Slovensku. Přesto v tomto období dosahoval počet členů židovské komunity v Nitře své maximum, když tu žilo téměř 6 000 lidí (z toho 5 430 přímo ve městě, zbytek v blízkém okolí). V březnu 1942 odvlekli 230 mladých Židů z Nitry do pracovního tábora v Novákách. O několik dní později deportovali z okresu Nitra 250 židovských dívek. V březnu 1942 začaly i deportace slovenských Židů do nacistického Německa, kde skončili v koncentračních táborech. V polovině dubna 1942 se začalo s deportacemi celých židovských rodin. Z Nitry odjely tři transporty, kterými bylo deportováno 3 108 Židů z okresu Nitra. 14. dubna 1942 odjel první transport, ten tvořilo celkem 1 038 Židů, z toho 600 přímo z Nitry. 16. dubna odjel druhý transport. Tímto bylo odvezeno 1 040 Židů, prakticky výhradně z Nitry. 20. dubna odjel třetí transport s 1 030 Židy, z toho 380 z Nitry. Další Židé byli z Nitry a okolí deportováni ještě v létě 1942. Poslední transport odjel z Nitry 15. října. V roce 1942 tak bylo z Nitry deportováno do koncentračních táborů přibližně 75% nitranskych Židů. Na konci října 1942 došlo k přerušení transportů, přičemž v Nitře zůstalo asi 600 Židů, celkem v okolí Nitry dohromady 1 190. Zbytku Židů se přesto podařilo udržet alespoň částečnou funkčnost svých komunit. Nitranská ješiva si zachovala svou funkčnost po dlouhou dobu. S podporou nitranského římskokatolického biskupa Karola Kmeťka mohli na místní ješivě dále studovat Židé z celého Slovenska až do vypuknutí Slovenského národního povstání, kdy Slovensko obsadila německá armáda. Nitranská ješiva tak byla nejdéle fungující ješiva na území okupované Evropy. Ješivu tvořil komplex budov, který poskytoval azyl množství Židů. Nacházely se zde desítky rabínů z celého Slovenska, ale útočiště zde našli i Židé z jiných států. V Nitře tak žilo v dané době 1 390 Židů. Nitranské ješivě se tak říkalo „židovský Vatikán“. Samuelovi Dávidovi Ungarovi a Chaimovi Michaelovi Dov Weissmandlovi se podařilo dosáhnout tichou dohodu, že právě rabínská škola bude chráněna od protižidovských zásahů. Po obsazení Nitry německou armádou v září 1944 tato nepsanou dohodu o ochraně nitranské ješivy nerespektovala. Hlavně mladší Židé se přidali k povstání, některým se podařilo uprchnout do hor, kde zemřel i samotný Samuel Dávid Ungar. Mnoho však Němci ve spolupráci se slovenskou Hlinkovou gardou odvlekli do koncentračních táborů. Nitranská ješiva však fungovala až do začátku roku 1945. Během násilného deportování zbytku nitranských Židů byla část z nich zastřelena už během jejich seskupování. Mezi odvlečené patřili i rabíni Chaim Michael Dov Weissmandl, Alojz Schweiger, či Marek Vorhand. Weissmandlovi se však podařilo uprchnout z transportu a ukryl se v Bratislavě.

### Od roku 1945
Po skončení druhé světové války se do Nitry vrátilo zhruba 600 Židů. Tito Židé se sdružili už jen do jedné a to ortodoxní náboženské obce. Jejím předsedou se stal Eugen Hoff. Tento se stal současně i místopředsedou Ústředního svazu židovských náboženských obcí na Slovensku. Mezi navrátilce patřil i Šalom Moše Ungar, který byl synem bývalého hlavního nitranského ortodoxního rabína Samuela Dávida Ungara, dále rabíni Marek Vorhand, či Eliáš Katz. Šalom Moše Ungar a Marek Vorhand však za nějaký čas emigrovali. Hlavním nitranským rabínem se tak stal Eliáš Katz. V 50. letech 20. století se stal hlavním slovenský rabínem. V roce 1948 bylo v Nitře celkem 610 Židů, většina z nich následně emigrovala do Izraele, USA, či jiných států. Nitranská ješiva byla následně obnovena v USA v městečku Mount Kisco v státě New York. O její vytvoření se přičinili především Chaim Michael Dov Weissmandl a Šalom Moše Ungar. Pod názvem Yeshiva of Nitra funguje do současnosti. V roce 1950 žilo v Nitře už jen 150 Židů. V tomto období začala revitalizace části Párovce. To znamenalo výstavbu nových obytných domů, kvůli čemuž došlo k zboření dvou synagog, židovské lidové školy, či talmudské rabínské školy. Původní Párovce se tak výrazně změnily, přičemž židovský hřbitov přestal být součástí této městské části a stal se fakticky součástí městské části Klokočina. V roce 1967 byla zbořena poslední část nitranské ješivy. Židovské komunitě tak zůstala už jen jedna menší synagoga (modlitebna). Velká neologická synagoga byla v roce 1982 prodána židovskou náboženskou obcí městu Nitra. V současnosti slouží jako kulturní prostor. V 90. letech 20. století žilo v Nitře přibližně 60 až 70 Židů. V současnosti má nitranská židovská obec přibližně 50 členů.

## Osobnosti
- Menachem Mendel Deutsch, učenec a hlavní městský rabín na konci 18. století
- Ezechiel Baneth, hlavní městský rabín v období let 1836 - 1854
- Falk Büchler, hlavní městský rabín
- Armin Marmorstein, hlavní rabín neologické části nitranské náboženské obce v letech 1868 - 1908
- Alojz Schweiger, hlavní rabín neologické části nitranské náboženské obce od roku 1929, přeložil množství židovských textů do slovenštiny
- Moše Katz, hlavní rabín ortodoxní části nitranské náboženské obce do roku 1927, prezident československé části organizace Agudat Jisrael
- Abrahám Aron Katz, hlavní rabín ortodoxní části nitranské náboženské obce v letech 1927 - 1930
- Samuel Dávid Ungar, hlavní rabín ortodoxní části nitranské náboženské obce od roku 1931, člen vedení Ústřední kanceláře Svazu autonomních ortodoxních židovských náboženských obcí v ČSR, viceprezident celosvětové židovské organizace Agudat Jisrael
- Chaim Michael Dov Weissmandl, rabín, jeden z vedoucích představitelů nitranské židovské obce během druhé světové války
- Eliáš Katz, hlavní nitranský ortodoxní rabín, později hlavní rabín pro Slovensko
- Šraga Weil, rodák z Nitry, izraelský výtvarník